# Škoda Czech Open 1996
Škoda Czech Open 1996 byl tenisový turnaj pořádaný jako součást mužského okruhu ATP Tour, který se hrál na otevřených antukových dvorcích štvanického areálu. Poprvé se konal v mimosrpnovém termínu mezi 29. dubnem až 5. květnem 1996 v české metropoli Praze jako jubilejní desátý ročník turnaje.
Turnaj dotovaný 365 000 dolary patřil do ckategorie World Series. Nejvýše nasazeným hráčem ve dvouhře se stal sedmý hráč světa Thomas Enqvist ze Švédska.
Singlový titul získal Rus Jevgenij Kafelnikov, který tak vybojoval devátou kariérní trofej ve dvouhře z celkového počtu dvaceti šesti vítězství. Za výhru inkasoval 48 200 dolarů a 185 bodů. Deblovou soutěž vyhrála favorizovaná, nejvýše nasazená, dvojice Jevgenij Kafelnikov a Daniel Vacek. Ruský tenista se po Karlu Nováčkovi stal druhým mužem turnaje, jenž dokázal v jediném ročníku vyhrát obě soutěže.
Společnost Škoda Auto ukončila po ročníku 1996 sponzoring mužského turnaje v pozici generálního partnera.

## Mužská dvouhra

### Nasazení
| Stát         | Hráč                | ATP          | Nasazení |
| ------------ | ------------------- | ------------ | -------- |
| Švédsko      | Thomas Enqvist      | 7.           | 1.       |
| Rusko        | Jevgenij Kafelnikov | 8.           | 2.       |
| bez nasazení | bez nasazení        | bez nasazení | 3.       |
| Švýcarsko    | Marc Rosset         | 15.          | 4.       |
| Česko        | Bohdan Ulihrach     | 41.          | 5.       |
| Česko        | Daniel Vacek        | 33.          | 6.       |
| Belgie       | Filip Dewulf        | 47.          | 7.       |
| Španělsko    | Javier Sánchez      | 51.          | 8.       |

### Jiné formy účasti
Následující hráči obdrželi divokou kartu do hlavní soutěže:
- David Miketa
- Michal Tabara
- Petr Luxa

Následující hráči postoupili z kvalifikace:
- David Škoch
- Alberto Martín
- Francisco Montana
- Gustavo Kuerten

Následující hráči postoupili do hlavní soutěže jako tzv. šťastní poražení:
- James Sekulov
- Filippo Messori
- Marcos Górriz

## Mužská čtyřhra

### Nasazení
| Stát                                                          | Hráč                | Stát      | Hráč           | ATP | Nasazení |
| ------------------------------------------------------------- | ------------------- | --------- | -------------- | --- | -------- |
| Rusko                                                         | Jevgenij Kafelnikov | Česko     | Daniel Vacek   | 26. | 1.       |
| Argentina                                                     | Luis Lobo           | Španělsko | Javier Sánchez | 49. | 2.       |
| Česko                                                         | David Rikl          | Španělsko | Emilio Sánchez | 72. | 3.       |
| Česko                                                         | Martin Damm         | Česko     | Cyril Suk      | 78. | 4.       |
| číslo „ATP“ je součtem žebříčkového postavení obou členů páru |                     |           |                |     |          |

### Jiné formy účasti
Následující páry do hlavní soutěže obdržely divokou kartu:
- Jan Kodeš, ml. /  David Škoch
- Filip Dewulf /  Andrej Česnokov

Následující pár postoupil do hlavní soutěže z kvalifikace:
- Gustavo Kuerten /  Daniel Orsanic

Následující pár postoupil do hlavní soutěže z kvalifikace jako tzv. šťastný poražený:
- David Miketa /  Tomáš Zíb

## Přehled finále

### Mužská dvouhra
- Jevgenij Kafelnikov vs.  Bohdan Ulihrach, 7–5, 1–6, 6–3

### Mužská čtyřhra
- Jevgenij Kafelnikov /  Daniel Vacek vs.  Luis Lobo /  Javier Sánchez, 6–3, 6–7, 6–3